# Benediktiner

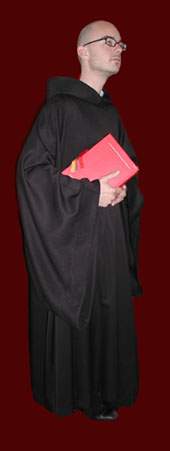
Benediktinermönch mit Kukulle

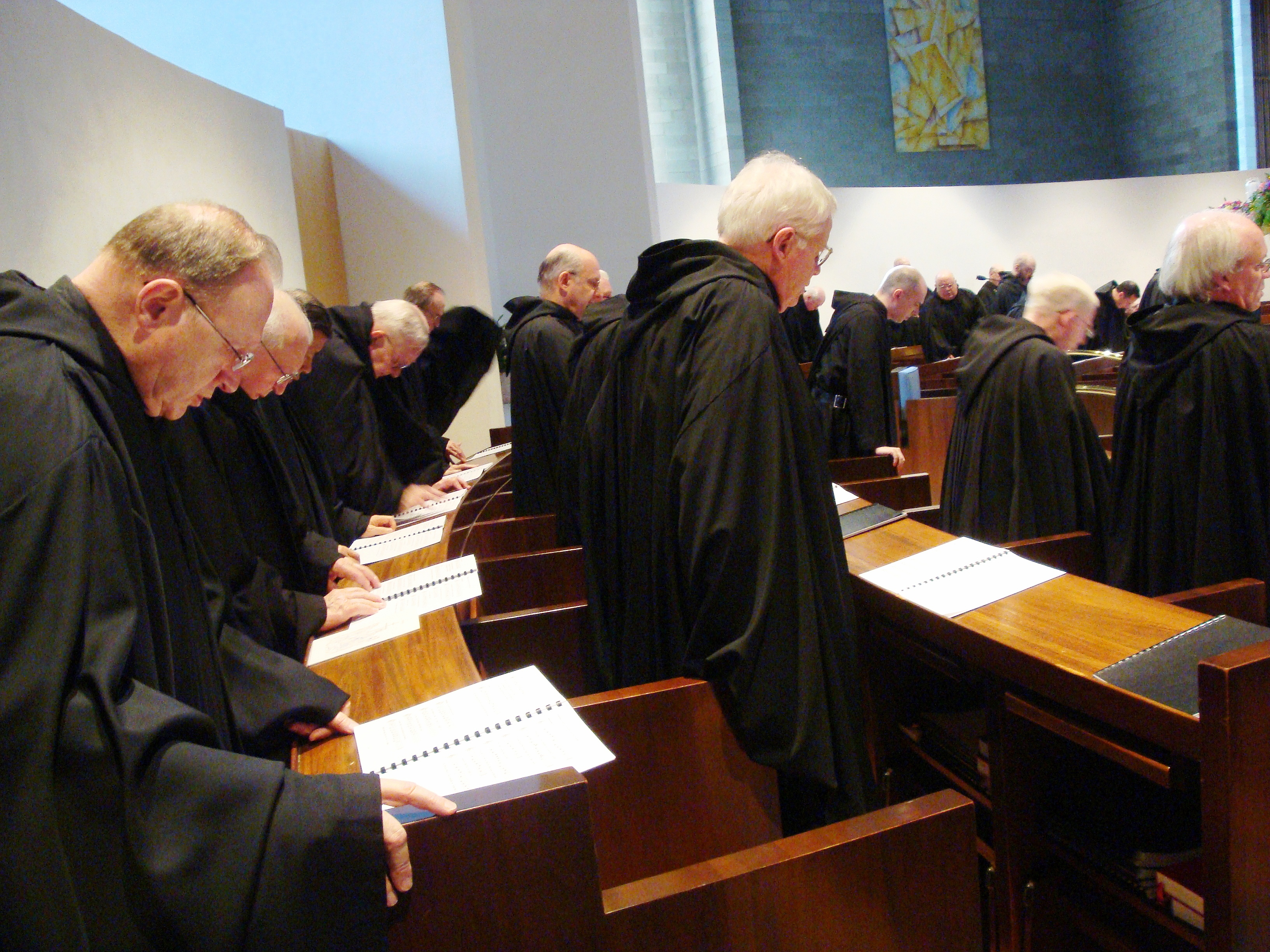
Benediktiner beim Chorgebet

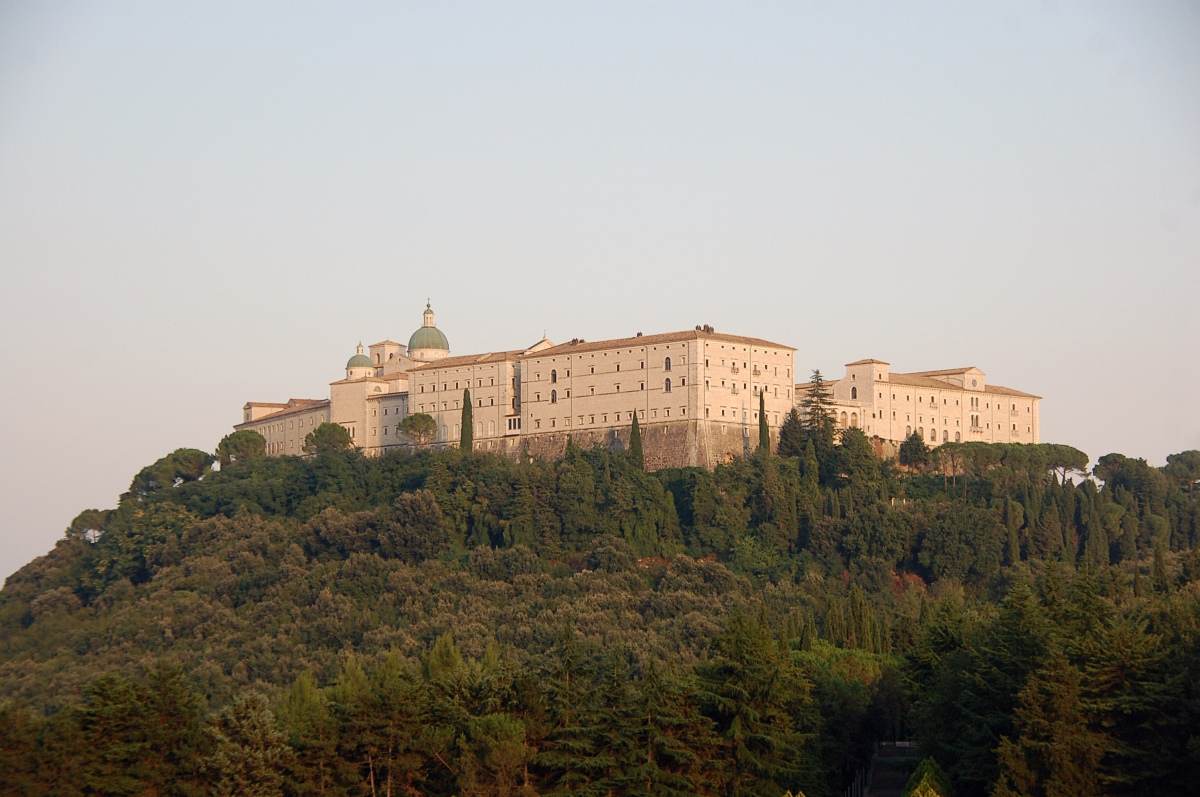
Abtei Montecassino

Als Benediktiner (lateinisch Ordo Sancti Benedicti, Ordenskürzel OSB oder O.S.B.; deutsch Orden des heiligen Benedikt) werden in einem weiteren Sinn Ordensleute bezeichnet, die nach der Regula Benedicti leben, in einem engeren Sinn Mitglieder von Gemeinschaften, die der 1893 errichteten benediktinischen Konföderation, einem kontemplativ ausgerichteten Orden innerhalb der römisch-katholischen Kirche, angehören. Auch im Anglikanismus und vereinzelt im Luthertum gibt es benediktinische Klöster im oben genannten und weiteren Sinn. Der Benediktinerorden beruft sich auf Benedikt von Nursia und die ihm zugeschriebene Regel. Die Anfänge des Ordens sind jedoch historisch schwer fassbar.
Als Kurzformel für die benediktinische Lebensweise gilt ein ursprünglich nicht spezifisch benediktinisches, spätmittelalterliches Sprichwort: „Ora et labora et lege“ (lateinisch: „Bete und arbeite und lies“). Drei Gelübde legt der Benediktinermönch im Laufe seines Ordenslebens ab:
- „Stabilitas loci“ (Beständigkeit in der Gemeinschaft und Ortsgebundenheit des Mitglieds an ein bestimmtes Kloster)
- „Conversatio morum suorum“ (klösterlicher Lebenswandel)[2]
- „Oboedientia“ (Gehorsam).

Als ein Motto der Benediktiner kann das Bibelwort 1 Petr 4,11 gelten: „Ut in omnibus glorificetur Deus – Auf dass Gott in allem verherrlicht werde“. Die Benediktsregel zitiert diesen Satz aus dem Neuen Testament im Zusammenhang mit den Klosterhandwerkern und dem Verkauf ihrer Produkte. Das benediktinische Mönchtum ist die älteste und bedeutendste klösterliche Bewegung des Abendlandes. Die Missionstätigkeit der Benediktiner vom 7. bis 12. Jahrhundert bewirkte die flächendeckende Christianisierung Europas. Aus dem Benediktinerorden gingen zehn Päpste, fünf Kirchenlehrer und zahlreiche kanonisierte Heilige hervor, mehr als aus jedem anderen Orden. Heute gibt es in der weltweiten benediktinischen Konföderation rund 6000 Mönche und 12500 Nonnen. Vielen Klöstern sind Oblaten angeschlossen, die sich an der Spiritualität der Benediktsregel orientieren.

## Geschichte

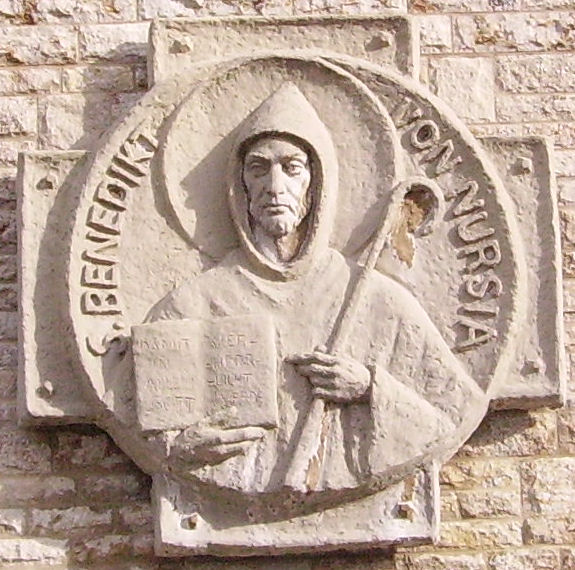
Benedikt von Nursia (Abtei Münsterschwarzach)

### Herausbildung des westlichen Mönchtums
Durch seine Sonderstellung als zeitweilig (etwa vom frühen neunten bis zum späten zwölften Jahrhundert) einzig etablierter Orden der westlichen Kirche kann man die Geschichte des Benediktinertums kaum ohne einen Blick auf das westliche Mönchtum insgesamt verstehen.
Dieses hatte sich nach Vorbildern aus Ägypten und dem Nahen Osten entwickelt und zu eigener Ausprägung gefunden. Während dort im Wesentlichen das Eremitentum als das eigentliche Mönchtum – die asketische Lebensform, in der der Gläubige eine besondere Gottesnähe ausdrückt und erfährt – verstanden wurde, waren in den weströmischen Städten andere Formen stärker hervorgetreten (Familienaskese, zölibatäre Gemeinschaften christlicher Frauen). Bischof Eusebius († 370) hatte in Vercelli in einer Gemeinschaft mit anderen Priestern zusammen gelebt und so das erste Beispiel eines Klerikerklosters gegeben. Martin von Tours errichtete in Ligugé in der Nähe von Poitiers eines der ersten Klöster des Abendlandes, außerdem 375 in der Nähe von Tours das Kloster Marmoutier. Hieronymus, der das östliche Mönchtum auf seinen Reisen kennengelernt hatte, begünstigte die Weiterentwicklung des römischen Ideals der Vita Rusticana zum monastischen Ideal, in dem sich für ihn Abgeschiedenheit und Studium vereinen sollten.
Augustinus von Hippo bezeugt im Jahr 387 Stadtklöster in Rom, aus denen sich später die Einrichtung der Basilikaklöster entwickelte.
Das Konzil von Chalcedon entschied 451, die Klöster der bischöflichen Jurisdiktion zu unterstellen. Außerdem wurde kirchenrechtlich fixiert, dass der Mönch an das Kloster gebunden war, in das er eingetreten war (Stabilitas loci).

### Benedikt von Nursia und Gregor der Große
Vor diesem Hintergrund sticht die Gestalt des Benedikt von Nursia (* um 480; † 547), der für das 529 von ihm gegründete Kloster bei Montecassino die nach ihm benannte Regula Benedicti (Benediktsregel) verfasste, die auf der Regula Magistri und anderen klösterlichen Regeln basiert, kaum hervor. Er und seine Regel sind eingebettet in die „italische Mönchslandschaft.“ Benedikt hatte bei ihrer Abfassung keine ordensartigen Strukturen vor Augen – er wollte, ebenso wie andere Regelautoren, die Verhältnisse in seinem eigenen Haus klären.
Die Benediktsregel präsentiert sich dem Leser als eine Anleitung für Anfänger, die im Mönchsleben noch ungeübt sind. Wesentliche Haltungen, die die Regel von den Mönchen verlangt, sind Gehorsam gegenüber ihrem Abt, Schweigsamkeit, Beständigkeit und Demut. Der größte Teil des Tages ist gemeinsamem oder persönlichem Gebet gewidmet oder wird in Stille, mit Meditation und geistlicher Lektüre verbracht. Handwerkliche Arbeit, von der die Mönche leben sollten, schaffte Ausgleich. Der Tagesablauf der Mönche wird gegliedert durch den Gottesdienst, dem nach der Regel nichts vorgezogen werden darf. Wie im Mönchtum üblich wurden Psalmen gebetet, nach der Regel alle 150 innerhalb einer Woche (in der heutigen Zeit oft auf zwei Wochen verteilt).
Ein Aspekt, der die spätere Sonderstellung der Regel erklären könnte, ist die Nivellierung von Standesunterschieden: die Rangfolge der Mönche orientierte sich, von durch den Abt bestimmten Ausnahmen abgesehen, einzig daran, wie lange sie dem Orden schon angehörten (sozusagen nach dem Dienstalter; siehe auch Anciennität). Dies konnte den elitären Charakter der Klöster abschwächen, die zuvor eher als Einrichtungen von und für Adlige verstanden worden waren. Sozial niedrig(er) Gestellte sahen im Klostereintritt eine Chance zu gesellschaftlichem Aufstieg.
Auch die relative Milde der Regelungen zur Askese und die relative Kürze der Regula Benedicti (Nichtbehandlung sonst üblicher Regelthemen) erleichterte es, diese in anderen Klöstern, Ländern bzw. Klimazonen zu übernehmen. All dies hat wohl zur späteren Beliebtheit der Regel beigetragen. Michaela Puzicha sieht den Vorzug der Benediktsregel „in der spirituellen Durchdringung des Alltagslebens, der klugen Gewichtung von Gebet, Arbeit und geistlicher Lesung, in maßvoller Askese und im positiven Welt- und Menschenbild.“ Damit stehe sie der biblischen Weisheitsliteratur nahe.
Die Regel konnte niemals ohne ergänzende Bestimmungen befolgt werden, die sogenannten Consuetudines. Nichts davon sticht jedoch so heraus, dass es Benedikt zu seinem Titel als „Vater des Abendlandes“ hätte verhelfen können. Diese Entwicklung beginnt erst mit der Abfassung seiner Biographie durch Gregor den Großen († 604) im zweiten Buch der Dialoge.

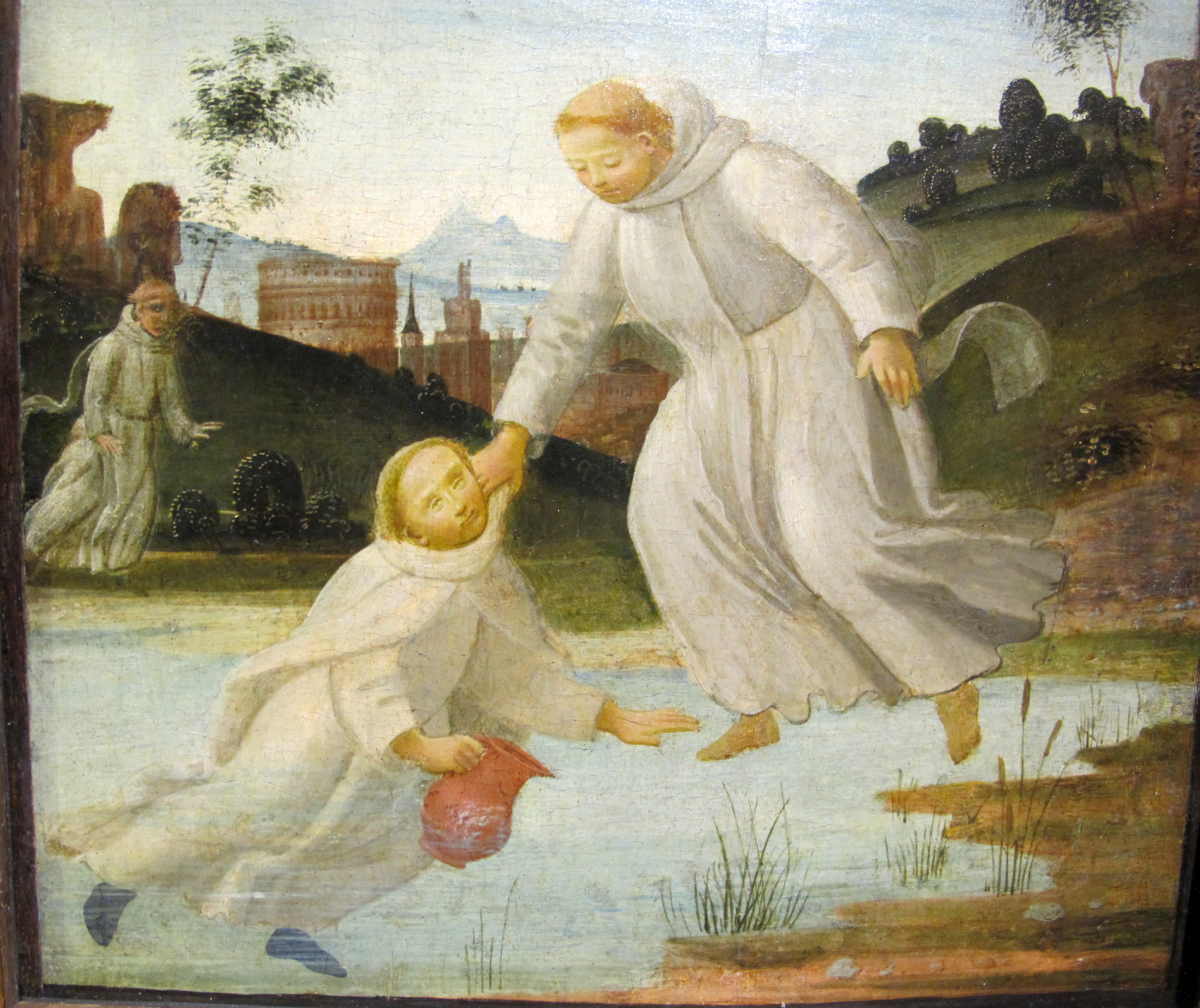
Aus der Benediktslegende: Maurus, von Benedikt beauftragt, rettet Placidus vor dem Ertrinken, ein Beispiel für den schlichten Gehorsam der Mönche (Bartolomeo di Giovanni, um 1488, Uffizien)

Der zweite Band der Dialoge enthält ausschließlich die Biographie Benedikts. Die Intention, die den vom Mönchtum begeisterten Papst zur Niederschrift bewegte, lässt sich relativ klar herausarbeiten: In Italien gab es viele verschiedene Formen von Mönchtum, und Gregor bekundete hier seine Vorliebe für Mönchsgemeinschaften, die hierarchisch organisiert waren und sich in der Einsamkeit dem Gebet, dem Bibelstudium und der körperlichen Arbeit widmeten. Für all das steht Benedikt und seine gleichfalls idealisierte Schwester Scholastika im Werk Gregors.
Daraus ergibt sich folgendes Bild für die Biografie Benedikts: Nach dem Studium der Artes liberales in Rom zog er sich zunächst als Eremit nach Affide zurück. Das Experiment, eine Mönchsgruppe auf ihre Bitte hin als Abt zu leiten, scheiterte. Benedikt gründete zwölf Klosterzellen bei Subiaco und zog zwischen 520 und 530 nach Monte Cassino. Dort zerstörte er pagane Heiligtümer und gründete an ihrer Stelle ein Kloster, das er dem Patronat des heiligen Martin von Tours unterstellte. Für diese Gründung schrieb er seine Regel.
Das starke Durchscheinen des Idealtypus durch die Darstellung Gregors hat in der Forschung des 20. Jahrhunderts die Historizität Benedikts in Frage gestellt. Man nimmt heute an, dass Gregors Schilderungen eine reale Biographie zum Kern haben. Auch Gregor, der die Stellung des Mönchtums als Teil der Kirche durch seine Lehren durchaus festigte und ihnen apostolisches Wirken – also Predigten, Seelsorge und karitative Aufgaben – erst ermöglichte, dürfte dabei keine Vorstellung von einem „Ordenswesen“ gehabt haben. Im Verständnis ihrer Zeit war die Vorstellung vom einzelnen Kloster als organisatorisch autarke Einheit noch viel zu tief verwurzelt.
Bemerkenswert ist, dass Gregor, obwohl er die Abfassung der Regel erwähnte und sie als vorbildlich lobte, in keiner seiner zahlreichen Schriften zum Mönchswesen Zitate oder Ideen aus ihr verwendete – im Gegensatz zu einigen anderen Mönchsregeln. Es scheint also, als hätte er die Regula Benedicti nicht im Wortlaut gekannt, was vor allem erstaunt, da der Tradition nach die Mönche nach der Zerstörung Montecassinos 577 durch die Langobarden die Regel nach Rom gebracht haben sollen. Zumindest dieser Schritt der Überlieferungstradition der Benediktregel scheint also fragwürdig.

### Irische Mönche und Mischregelzeitalter
Irland wurde seit dem 4. Jahrhundert sowohl von Britannien als auch von Kontinentaleuropa aus missioniert. Da Städte fehlten, standen die Bistümer in ihrem territorialen Zuschnitt in Kontinuität mit den Gebieten der Clans. Das Mönchtum wurde hier vor allem durch Schreiberklöster von zum Teil beachtlicher Größe repräsentiert. Es war bis ins 6. Jahrhundert unbedeutend und blühte danach auf. Auch die Klöster waren je einem Clan zugeordnet. Die Äbte der großen Klöster wurden mächtiger als der Bischof; da ein Bischof aber kirchenrechtlich unentbehrlich war, ließen sie häufig einen ihnen unterstellten Mönch zum Bischof weihen. Kennzeichnend für das iroschottische Mönchtum war die Verbindung hoher Bildung und harter Askese, wozu die Heimatlosigkeit (Peregrinatio) gehörte, welche die Mönche sozusagen unbeabsichtigt zu Missionaren werden ließ. Meist waren sie in Gruppen unterwegs, bisweilen brachen ganze Klöster auf. Ein solcher Wandermönch war Columban († 612 oder 615). Er reiste aufs Festland und gründete mit seinen Brüdern 590 das Kloster Luxeuil in den Vogesen. In der römischen Kultur war das Christentum fast ausschließlich in Städten verbreitet und die Gläubigen hatten es über Jahrhunderte nicht geschafft, die gallo-römische Landbevölkerung zu bekehren. Dies änderte sich mit Columbans Klostergründungswelle, in deren Folge sich eine – vom fränkischen Adel getragene – Bewegung entwickelte, die im 7. Jahrhundert circa 300 neue Klöster gründete. Die iroschottische Mission auf dem europäischen Festland war sehr erfolgreich. Columban hatte bereits konsequent die Verschränkung des Mönchtums mit den weltlichen Herrschern ihres Gebiets verfolgt und war selbst Autor einer Klosterregel. Diese wurde gemeinsam mit der Regula Benedicti in Form von sogenannten „Mischregeln“ in den meisten Klöstern befolgt. Aber auch andere Regeln kamen dabei zum Einsatz. Es ist bis 670 nur ein einziges Kloster bekannt, das ausschließlich die Regula Benedicti beachtet hat – Altaripa bei Albi. Dort hatte der Gründer Venerandus in den 620er Jahren die Befolgung dieser Regel vorgeschrieben.
Auf dem Konzil von Autun wurde festgelegt, dass die Klöster künftig nach der Regel Benedikts geführt werden sollten. Diese Vorschrift ist eine der ersten nachgewiesenen Beschlüsse, der die benediktinische Regel verbindlich macht. Damit wurde der Ordensregel Columbans entgegengewirkt. Nach der Synode von Whitby und dem Konzil von Autun erlangte die Regula Benedicti auf der britischen Insel rasch Beliebtheit, indem sie von Benedict Biscop und Wilfrid bekannt gemacht wurde. Zumeist in Mischform blieben beide Regeln bis Anfang des 9. Jahrhunderts in Gebrauch, bis 817 die fränkischen Klöster durch Abt Benedikt von Aniane mit Unterstützung Ludwigs des Frommen auf die Regel Benedikts verpflichtet wurden. Erst danach wurde sie im Abendland zur maßgebenden Mönchsregel. Ein anderer irischer Peregrinatio-Mönch war Pirmin, der als Erster die von ihm gegründeten Klöster zu einem Verband zusammenfasste (unter anderem Kloster Reichenau, Kloster Murbach und Kloster Hornbach).

### Die Karolinger, Benedikt von Aniane und das Konzil von Aachen
Von England aus breitete sich die Benediktsregel in Kontinentaleuropa aus, womit die Zeit der Mischregelobservanz endete. Wichtige Impulse gingen hierbei von Italien aus: Unter Abt Petronax wurde 717 das Kloster Montecassino neu gegründet. Es galt als Ideal mönchischen Lebens, so dass viele einflussreiche Mönche (etwa Willibald von Eichstätt oder Sturmi, der erste Abt des Klosters Fulda) es besuchten oder eine Weile dort lebten. Auch Karlmann, ehemals fränkischer Hausmeier und faktischer Herrscher der östlichen Hälfte des Frankenreiches, trat dort ein.
750 gab Papst Zacharias das in Rom befindliche Exemplar der Regula Benedicti, das als Original galt, zurück auf den Montecassino. Die Benediktsregel wurde in der Folgezeit als römische Klosterregel (Regula Romana) stilisiert, ein wichtiger Faktor für ihre spätere Alleingeltung.
Auch im Norden wuchs die Hochachtung vor Benedikt. Pippin der Jüngere und sein Sohn Karl der Große – und mit ihnen die geistlichen Würdenträger – strebten nach Unterstützung der römischen Kirche, und da Benedikt als „römischer Abt“ galt, bedachte man seine Regel mit besonderer Aufmerksamkeit. 744 gründete Bonifatius (* 673; † 754), der „Apostel der Deutschen“ – ein Angelsachse in entfernter Tradition der irischen Peregrinatio-Mönche – das Kloster Fulda, in dem ausdrücklich einzig die Regula Benedicti gelten sollte.
787 ließ Karl der Große eine Abschrift der Regel auf dem Montecassino anfertigen und nach Aachen bringen. Eine für das Kloster St. Gallen angefertigte Kopie dieses Exemplars ist die noch heute verwendete Textgrundlage. Karl hatte konkrete Vorstellungen davon, welche Rolle die Reichskirche, als deren geistlicher Leiter er sich sah, im fränkischen Reich spielen sollte – und ebenso das Mönchtum in ihr. Er unterstellte die Klöster den zuständigen Landesherren. Aber auch die Vereinheitlichung des Mönchtums schien ihm ein notwendiges Zwischenziel. Über sie hoffte er, die Güter und Einkünfte der Klöster in der Reichweite des königlichen beziehungsweise kaiserlichen Arms zu behalten und den Gebetsdienst, dem in seinen Augen staatstragende Bedeutung zukam, sicherzustellen. Außerdem sollten die Mönche eine zivilisatorische Aufgabe wahrnehmen: Klöster wurden häufig in noch nicht vollständig befriedeten und kultivierten Gegenden gebaut, wo sie dabei halfen, den Reichsgedanken und das Christentum zu verbreiten, aber auch „Entwicklungshilfe“ und Kulturarbeit zu leisten. So ordnete Karl 789 an, dass alle Klöster Klosterschulen zu unterhalten hätten. Die Idee der großen Klosterbibliotheken, die die mönchische Lebensform keineswegs voraussetzte, die aber den vollständigen Verlust der antiken Literatur in den Folgejahrhunderten verhinderte, setzte sich allmählich durch. Es ist weitgehend den Mönchen zu verdanken, dass das kulturelle Erbe der Antike über die Jahrhunderte des Frühmittelalters in Westeuropa erhalten blieb.
Das Projekt der Vereinheitlichung des Mönchtums wurde erst von Karls Sohn Ludwig dem Frommen vollendet. Er war zuvor Unterkönig in Aquitanien gewesen, wo er bereits die Bekanntschaft mit Benedikt von Aniane gemacht hatte, einem westgotischen Adligen, der nach einem halberemitischen Leben unter der Mischregel ab 787 das aquitanische Großkloster Aniane auf Grundlage der Benediktsregel aufgebaut hatte. Nachdem Ludwig die Nachfolge seines Vaters angetreten hatte, hielt sich Benedikt seit 814 am Aachener Hof auf und war Abt von Maursmünster, ab etwa 816 von Inda (Kornelimünster bei Aachen). Er entwarf Consuetudines, aktualisierende Auslegungen der Regula für das Alltagsleben in einem Kloster des 8./9. Jahrhunderts. Mit Unterstützung des Herrschers organisierte er in den Folgejahren die Vereinheitlichung, die schließlich im Konzil von Aachen 816–819 zur Vollendung gebracht wurde. Die dortigen Beschlüsse verabschiedete Ludwig als Kapitularien.
Die Benediktregel wurde dort als einzige Klosterregel verbindlich für alle Klöster des Frankenreichs erklärt und um ebenfalls verbindliche Consuetudines ergänzt. Erwähnenswert ist eine neue Kleiderordnung (die bis heute Gültigkeit hat), die bewusste Entscheidung für das Großkloster und das Bekenntnis zu Karls Idee eines „Kulturklosters“, das also nicht als rein kontemplative Gemeinschaft abseits der Welt existieren durfte, sondern Seelsorge, Schuldienst und Mission betreiben musste. Mönche lasen Messen an Basiliken und Heiligtümern; dafür mussten sie die Priesterweihe empfangen haben. Ab jetzt setzte die Klerikalisierung des Benediktinertums ein.
Die Reformdekrete der Jahre 816 bis 819 sind aus heutiger Sicht nicht so sehr innovativ und mehr eine Sanktionierung der Veränderungen, die das Mönchtum im Frankenreich bis dahin durchlaufen hatte. Am Anfang war die kultische Reinheit des einzelnen Mönchs das zentrale Anliegen, und nun, rund 150 Jahre später, ging es vorrangig darum, das Kloster als einen heiligen, reinen Raum so einzurichten, dass besonders ausgebildete Asketen ihren religiösen Pflichten darin optimal nachkommen konnten. Dadurch wurde die Klosterarchitektur aufgewertet, denn sie sollte diesen Rahmen schaffen.

### Machtgewinn, Reformen, neue Orden
„So sehr die enge Verbindung von karolingischer Herrschaft und Benediktinertum, von der beide Teile gleichzeitig profitierten, den Klöstern eine große Zahl geschenkt hatte, so bedingte die Auflösung des karolingischen Reiches auch einen allgemeinen Niedergang des Mönchtums.“ (Karl Suso Frank) Inbegriff dieser Entwicklung ist die Zerstörung von Monte Cassino durch die Sarazenen 883/84.

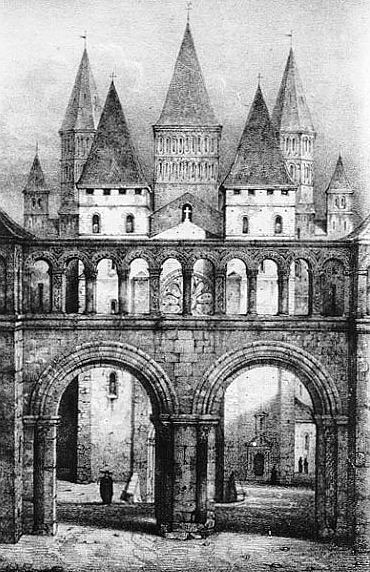
Eingang zur Abtei Cluny (Zeichnung 18. Jahrhundert oder früher)

Die Gründung der Abtei Cluny am 11. September 910 durch Wilhelm von Aquitanien unter Abt Berno wurde zum Beginn einer Klosterreform, die eine neue Epoche einleitete. In der Gründungsurkunde wurde der Abtei freie Abtswahl und Unabhängigkeit in doppeltem Sinn garantiert: Exemtion von bischöflicher Aufsicht und Immunität gegenüber weltlichen Herrschern. Konkret lief die Reform in der Regel so ab, dass ein Fürst oder lokaler Herrscher in seinem Territorium zunächst dem zu reformierenden Kloster Güter zurückerstattete, die in der Vergangenheit zweckentfremdet worden waren. Zusammen damit wurden die Freiheiten des Klosters (Exemption, Immunität) bekräftigt. Von den Insassen wurde nun ein Leben strikt nach der Benediktsregel verlangt, mit besonderem Nachdruck auf der persönlichen Armut der Mönche. Wer sich dem widersetzte, wurde aus dem Kloster entfernt. Dann wurden Mönche aus einem vorbildhaften Kloster in das zu reformierende Kloster versetzt, um den Konvent an die neue Lebensweise zu gewöhnen. Der Reformgedanke – getragen von einer starken Betonung der Liturgie – breitete sich im Westen rasch aus, während im sächsischen Kaiserreich das anianisch geprägte Gorzer Mönchtum vorherrschte. Der Zusammenschluss von Klöstern zu einem Klosterverband sollte die Unabhängigkeit zusätzlich sichern und wurde von Cluny konsequent vorangetrieben. Innerhalb eines Jahrhunderts umfasste der Klosterverband von Cluny über 1.000 abhängige Klöster. Die Zugehörigkeit verpflichtete die einzelnen Gemeinschaften zum Gebet füreinander (Gebetsverbrüderung). Sie akzeptierten Mitsprache von außen etwa bei der Abtswahl oder bei Visitationen. Vor allem aber übernahmen sie die gemeinsame Auslegung der Benediktsregel für den Klosteralltag (Consuetudo). Der so entstandene sacer ordo cluniacensis war der erste eigentliche Orden in der Geschichte des Mönchtums.
Nach Karl Suso Frank war es das im 11. Jahrhundert neu entdeckte Ideal des Eremitenlebens, das dem westlichen Mönchtum neue Impulse gab. Teils führten diese zu Neugründungen; bei den Camaldulensern ist die Herkunft aus dem Benediktinertum offensichtlich. Aber auch innerhalb der benediktinischen Klosterverbände führte das neue Ideal von Armut und Einsamkeit zu Veränderungen: Die Laienbrüder (Konversen) übernahmen den Kontakt zur Außenwelt und bewirtschafteten selbständig die Ländereien des Klosters. Den Chormönchen ermöglichten sie so ein weltabgeschiedenes, asketisches Leben.
Die Lebensweise der Mönche von Cluny erregte auch Kritik. Das in der Benediktsregel vorgesehene Gleichgewicht von Gebet und Handarbeit wurde zugunsten des Gebets aufgeweicht. Die Abtei lebte von Messstipendien und Gebetsstiftungen. In ihrer Blütezeit während des 11. Jahrhunderts wurden in Cluny von 400 Mönchen täglich über 200 Psalmen gebetet. Ihre Messen und Prozessionen waren das Prächtigste, was es innerhalb der Kirche gab.
Als Robert von Molesme die Reformabtei Molesme gründete, war das nach Frank anfänglich kein Protest gegen den Alltag in den Cluniazenserklöstern, sondern der Versuch einer Rückkehr zu den Ursprüngen. Getreu der Benediktsregel lebten die Mönche weltabgeschieden, einfach und arm. Ihren Unterhalt sollten sie durch Handarbeit statt durch Messstipendien und Stiftungen verdienen. Sein Versuch scheiterte; ein zweiter glückte ihm: In Cîteaux baute Robert ab 1098 ein Reformkloster auf, das er als Abt leitete und das unter seinen Nachfolgern Alberich von Cîteaux und Stephan Harding zum Mutterkloster des Zisterzienserordens wurde.
Sowohl die „schwarzen“ als auch die „weißen“ Mönche (Cluniazenser und Zisterzienser, benannt nach der Farbe des Habits) beanspruchten, die ursprüngliche Regel zu befolgen, und bezichtigten die Gegenseite, Neuerungen eingeführt zu haben. Dieser Streit brachte eine Kontroversliteratur hervor; bekannte Vertreter beider Seiten sind Petrus Venerabilis (Cluny) und Bernhard von Clairvaux. Die Zisterzienser setzten dem öffentlichkeitswirksam zelebrierten Gebetsleben der Benediktiner Einsamkeit, Armut und körperliche Arbeit entgegen. Bewusst kehrten sie zu einer einfachen Liturgie zurück.
Bis ins Hochmittelalter waren in der abendländischen Kirche, von wenigen Ausnahmen abgesehen, Mönchtum und Benediktinertum (in der Summe seiner rivalisierende Familien) identisch. Mit den Augustiner-Chorherren kam allerdings ein Orden hinzu, der sich nicht mehr auf die Benediktsregel bezog, sondern auf die (ältere) Regel des Augustinus von Hippo. Die im 13. Jahrhundert neu entstehenden Bettelorden stellten die Vorherrschaft des Benediktinertums aber viel weitgehender in Frage. Die Benediktiner waren in das Feudalsystem und die Naturalwirtschaft integriert; ihre Arbeit war auf Landwirtschaft und Seelsorge ausgerichtet. Die neu aufkommenden Städte und die sich entwickelnde Geldwirtschaft konnten die Benediktiner nur langsam in ihre Lebensweise integrieren. Bildung genossen und vermittelten die Benediktiner in lokalen Klosterschulen. Die im 12. Jahrhundert neu aufkommenden Universitäten, die ein nicht-sesshaftes Leben der Lehrenden und Studierenden erforderten, waren den Benediktinern fremd.
Verschiedene Faktoren gefährdeten die wirtschaftlichen Grundlagen der Benediktinerklöster und führten vielfach zum Ruin: die Große Pest, der Hundertjährige Krieg und die immer zahlreicheren Kommenden. Die Benediktiner reagierten darauf, indem sie das von den Bettelorden praktizierte System der Kongregationen übernahmen. Einen ersten Schritt tat 1336 Papst Benedikt XII.: in seiner Bulle Summi magistri (auch bekannt als Benedictina) verfügte er den Zusammenschluss aller Benediktinerklöster in 30 Provinzen und die Einsetzung von Provinzkapiteln, die alle drei Jahre zusammentreten sollten. Über Visitationen und verbindliche Rechenschaftsberichte sollten die Zustände in den einzelnen Klöstern transparent werden. Diese Regelungen wurden nicht umgesetzt, wirkten aber anregend. Parallel zum Konstanzer Konzil kamen 1417 in der Abtei Petershausen Vertreter von Bendeiktinerklöstern zusammen, um Reformen zu besprechen; dabei bezogen sie sich auf die Bulle von 1336. Direkte Folge war die Melker Klosterreform. Auch von anderen Klöstern gingen im 15. Jahrhundert Reformbewegungen aus, so etwa von Kastl in Bayern. Die Bursfelder Kongregation war aber die erste Benediktinerkongregation strenger Observanz, gekennzeichnet durch jährliche Generalkapitel und eine starke Stellung des Abtes von Bursfelde, der berechtigt war, alle Streitfragen, die in den Einzelklöstern auftraten, verbindlich zu entscheiden. In Italien entspricht dem die Cassinensische Kongregation (ursprünglich bezeichnet als Kongregation von Santa Giustina), die Impulse der Devotio moderna und des Humanismus aufnahm. Sie strahlte nach Spanien aus (Kongregation von Valladolid, 1436).

### Reformation, Aufklärung und Säkularisation

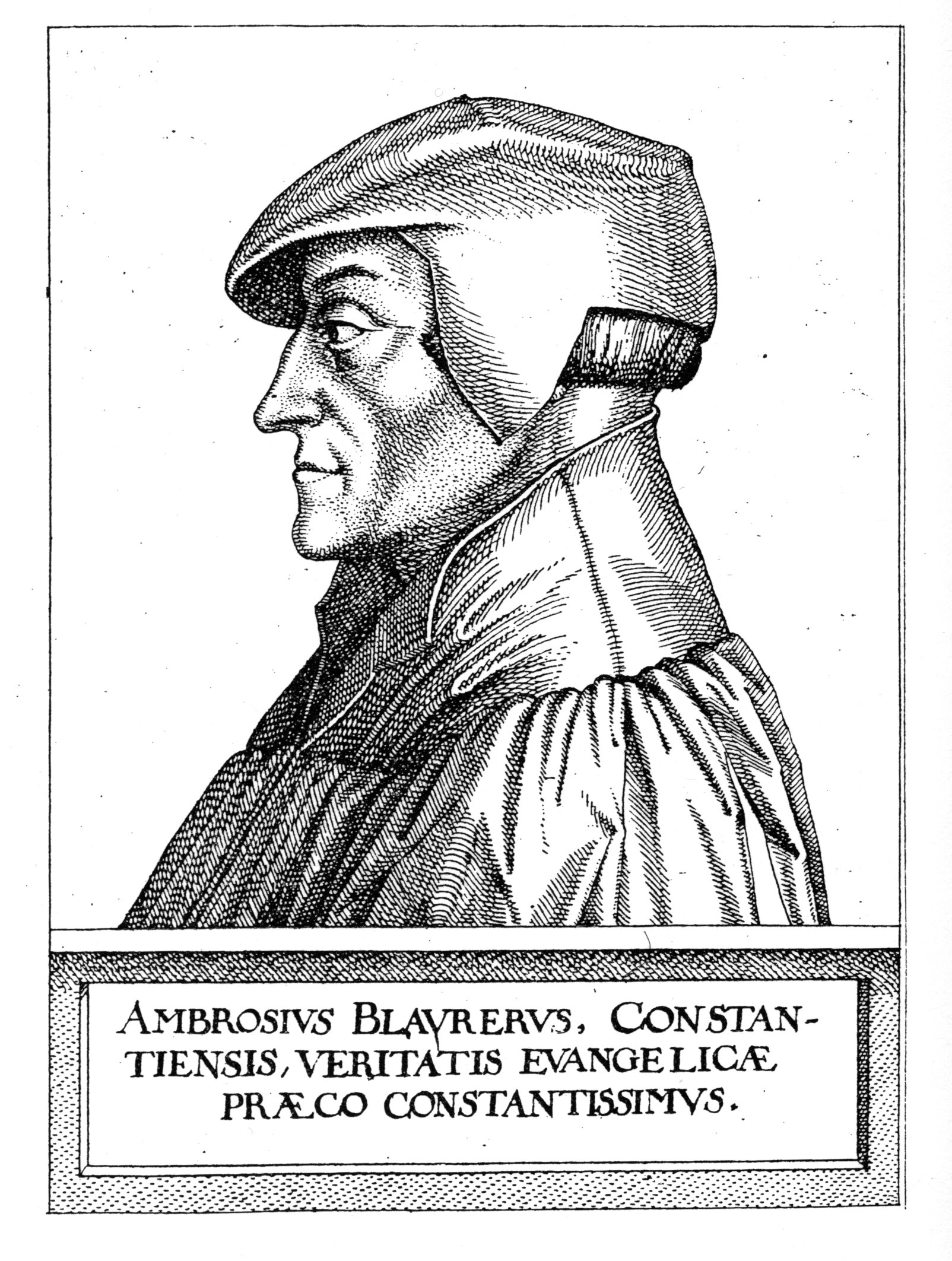
Der Humanist und Reformator Ambrosius Blarer, Benediktiner aus Alpirsbach

Die Reformation traf die Benediktiner, wie alle großen Orden, schwer. Etwa die Hälfte der europäischen Benediktinerklöster gingen unter – zunächst durch Selbstauflösung, weil sich die Mönche den Lehren Martin Luthers anschlossen, der das Mönchtum als unchristlich ablehnte, später durch die Erlasse evangelischer Fürsten. In Italien und Spanien trugen die genannten Kongregationen den Neubeginn. In der Reformationszeit verloren die Benediktiner und Zisterzienser insgesamt 1260 Klöster.
In Frankreich gestattete das 1516 zwischen Papst Leo X. und König Franz I. geschlossene Konkordat von Bologna es dem König, Laien als Kommendataräbte (abbés commendataires) einzusetzen. Daraufhin überließ der König zahlreiche Abteien seinen Günstlingen in commendam als Pfründe; vielerorts erlosch infolgedessen das religiöse Leben. Von 1562 bis 1593 waren die französischen Benediktinerklöster von den Hugenottenkriegen betroffen. Die Reform des französischen Benediktinertums gelang erst im 17. Jahrhundert im Anschluss an das tridentische Rahmengesetz, ausgehend von den Kongregationen St. Vanne (Vannisten, begründet von Didier de la Cour) und St. Maurus (Mauriner). Beide Kongregationen vertraten das Ideal des gebildeten Mönchs und brachten zahlreiche Gelehrte hervor.
Obwohl es Bemühungen gab, mit dem westfälischen Frieden die Besitzungen der römisch-katholischen Kirche im Reich wiederherzustellen, blieb es beim Status quo. Innerhalb des Ordens setzten sich die Ideen der Bursfelder Kongregation durch: etwa Einzelklöster, Wahl des Abts auf Lebenszeit. Im deutschsprachigen Raum scheiterten Pläne einer umfassenden Kongregation, vielmehr entstanden die schweizerische, schwäbische, niederschwäbische und bayerische Kongregation, in Österreich die österreichische und salzburgische Kongregation. Viele dieser Klöster wurden Träger der Barockkultur, was sich in den großen Klosteranlagen von Ottobeuren, Weingarten, Einsiedeln, Sankt Gallen, Melk, Göttweig und anderen spiegelt. Sie unterstützten die für den Barock typischen Frömmigkeitsformen durch pastorales und pädagogisches Engagement. 1622 wurde die bedeutende Salzburger Benediktineruniversität gegründet. Forschung und Lehre an dieser Universität waren eine Gemeinschaftsaufgabe, an der sich alle deutschsprachigen Kongregationen beteiligten.

Benediktinische Barockklöster
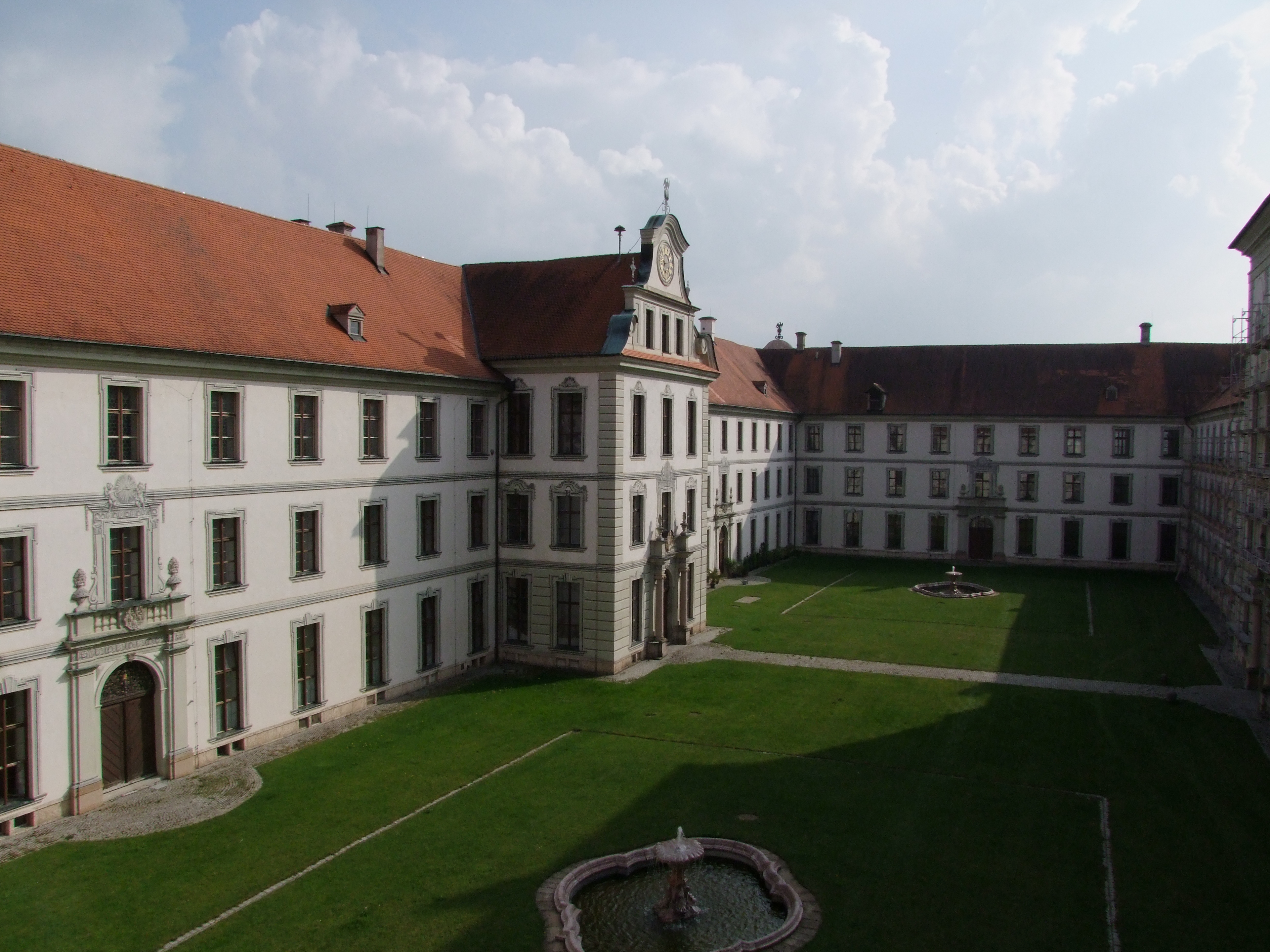
Ottobeuren
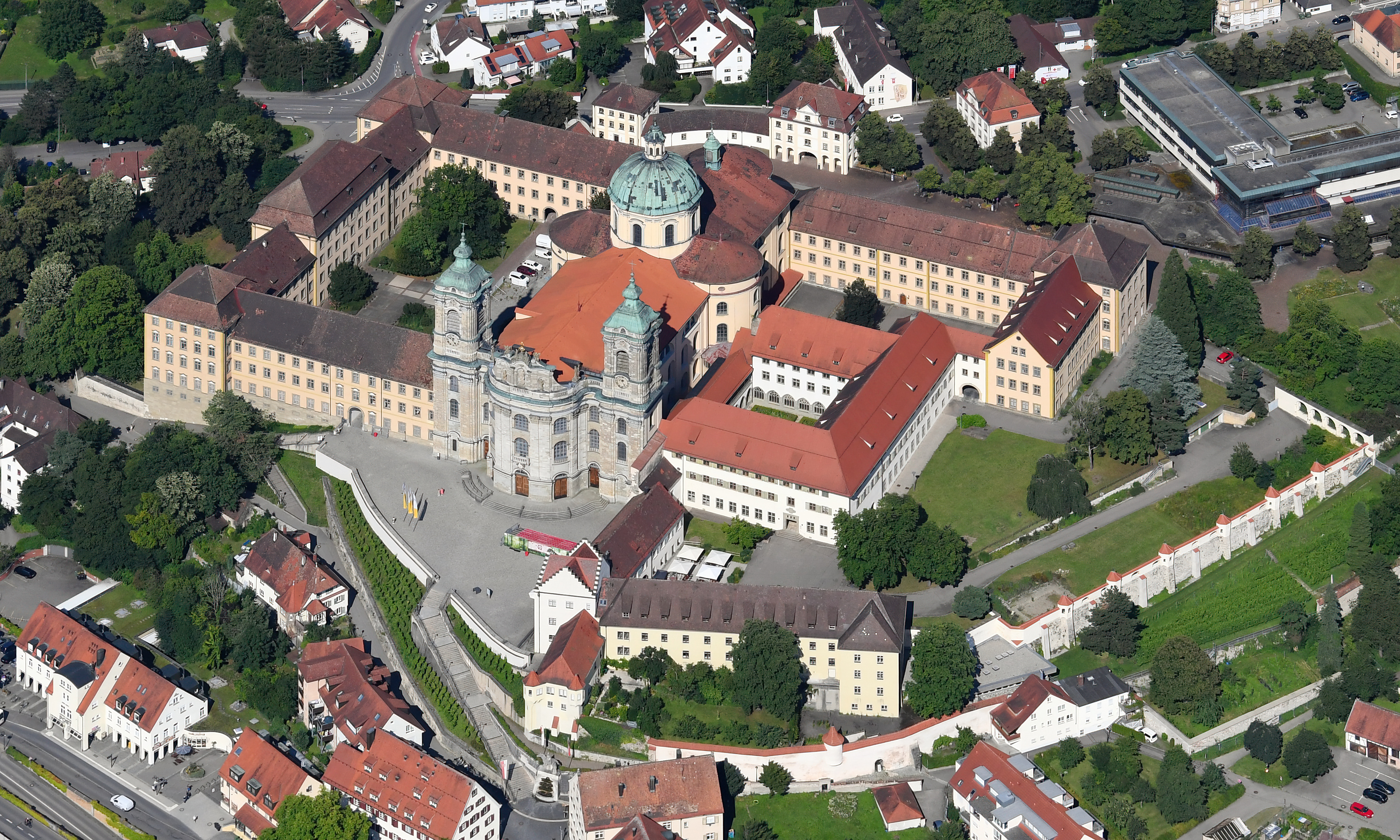
Weingarten
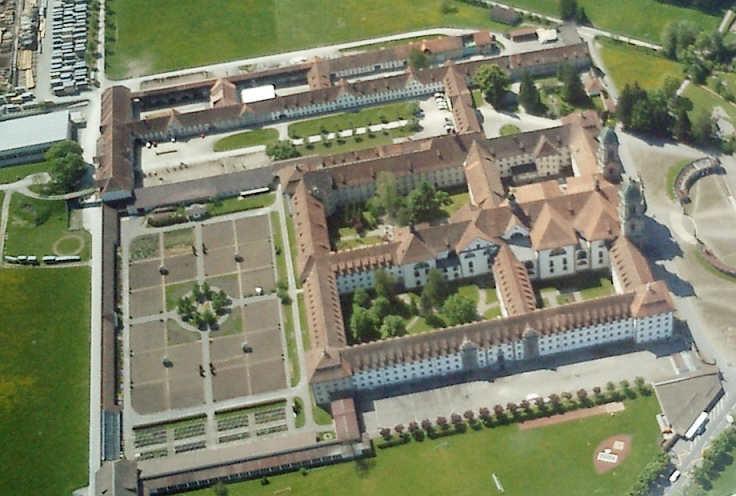
Einsiedeln
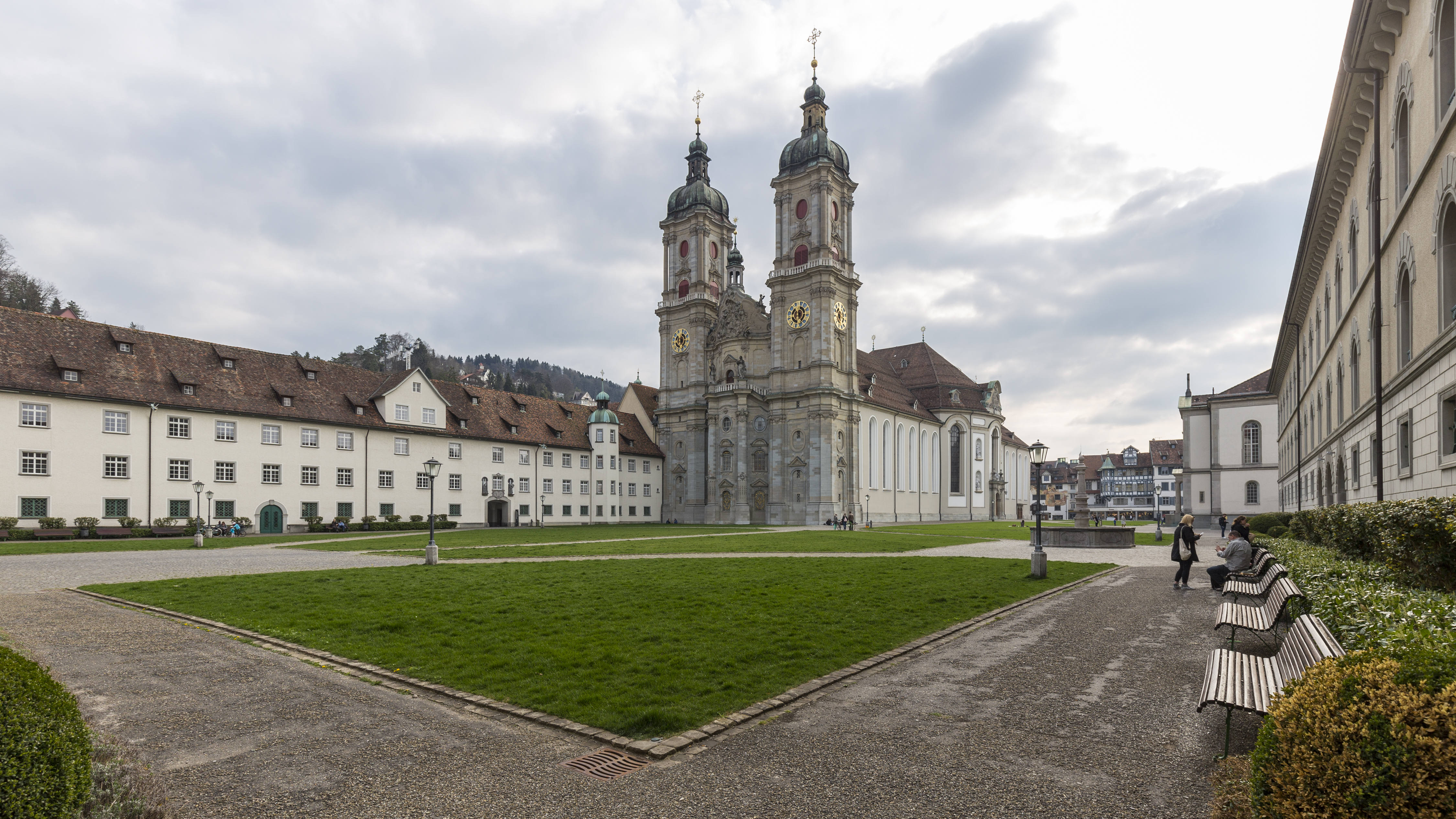
St. Gallen
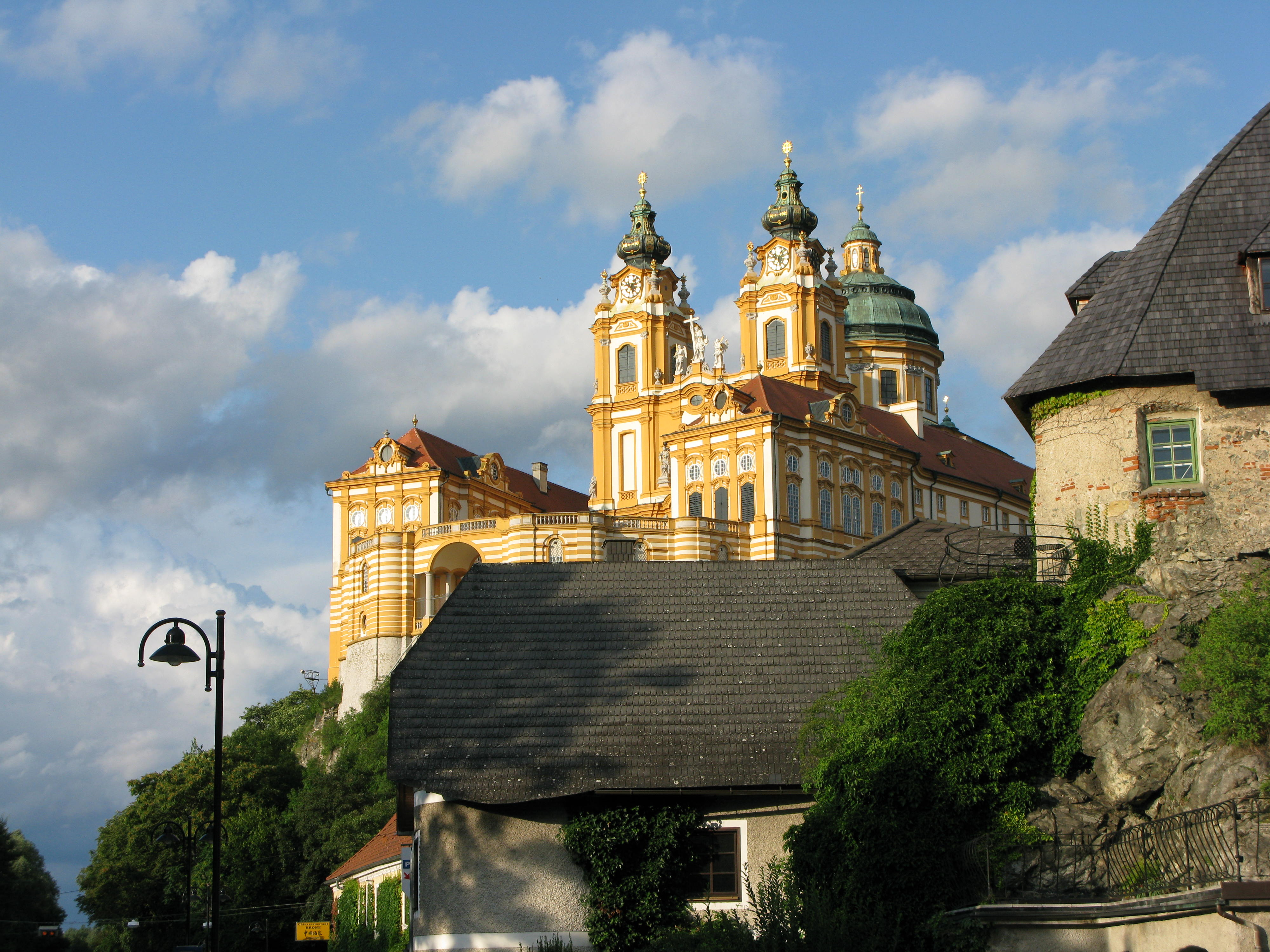
Melk
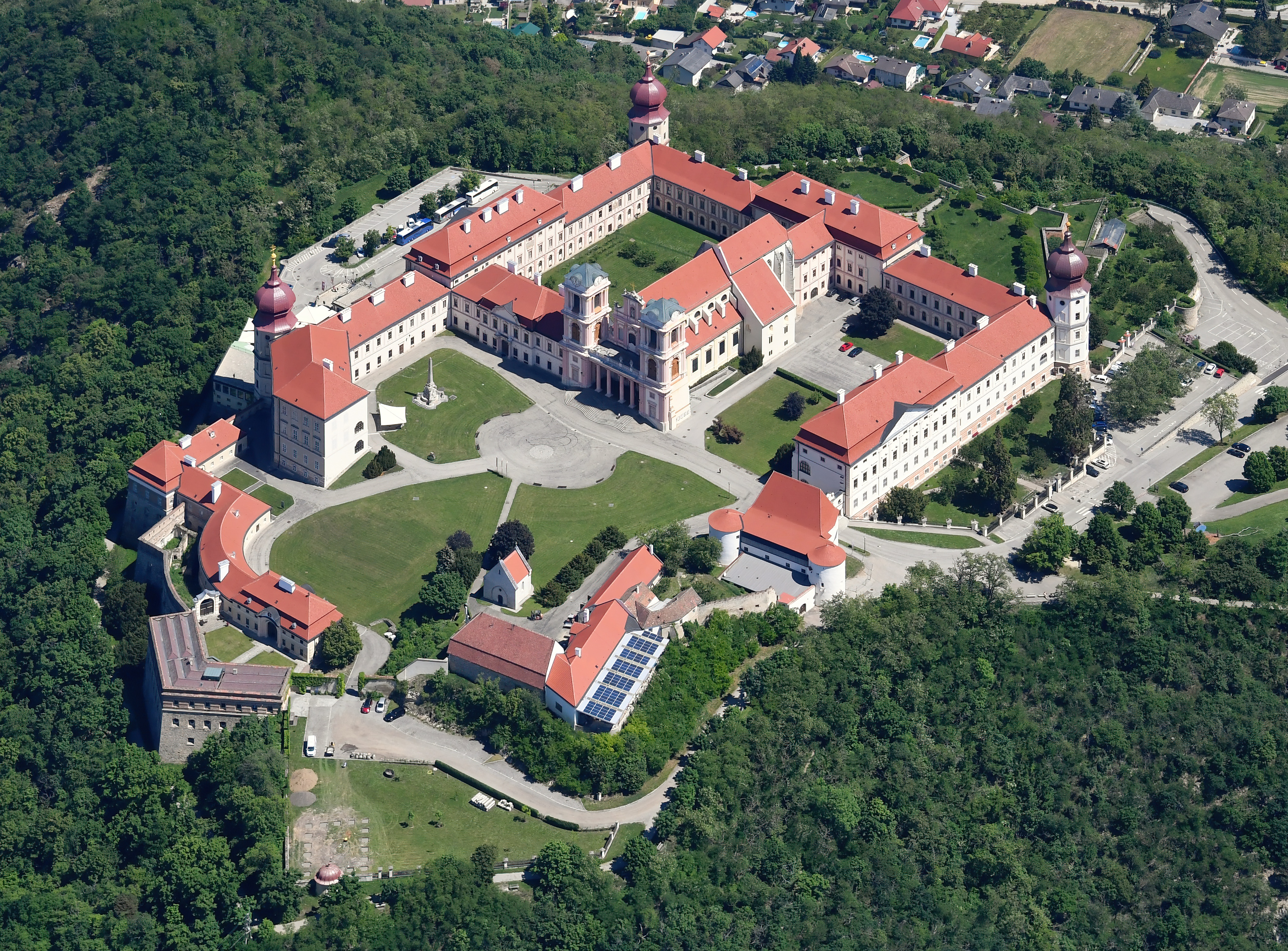
Göttweig

Die Krise der Barockkultur traf die Benediktinerklöster hart. Aufklärung und Säkularisierung stellten ihre Grundlagen in Frage. In allen katholischen europäischen Staaten sind Klosterauflösungen zu verzeichnen; Beispiele:
- 1780 hob die Regulierungskommission in Frankreich 426 Klöster auf. 1790 wurde in Frankreich das Mönchtum verboten. Zahlreiche Klöster, darunter Cluny, wurden geschleift.
- Deutschland verlor viele Klöster bei der Säkularisation im Zuge der Annektierung der linksrheinischen Gebiete 1803 (104 Abteien, dazu 38 Häuser). Der Mainzer Kurfürst und Erzbischof Friedrich Karl Joseph von Erthal löste 1784 drei reiche Klöster auf, um seine Universitätsreform zu finanzieren.
- In Spanien wurden die Klöster 1809 aufgehoben.
- In der Synode von Pistoia 1786 zeigte sich eine ordensfeindliche gesellschaftliche Stimmung in Italien. Man ordnete die Vereinheitlichung aller Orden an, verbot ihnen Seelsorge, ließ nur jährliche Gelübde zu und stellte sie unter bischöfliche Aufsicht. Das Kloster Montecassino diente als staatliches Archiv.
- Der „Josephinische Klostersturm“ in Österreich war für viele Benediktinerklöster, die in Österreich auf ein sehr hohes Alter zurückblicken konnten, der Niedergang. Wenige Klöster (meist in Österreich) überstanden die Säkularisation; in Italien wurden einige alte Abteien wegen ihrer nationalen Bedeutung erhalten.[38]

### Von der Restauration bis zur Gegenwart

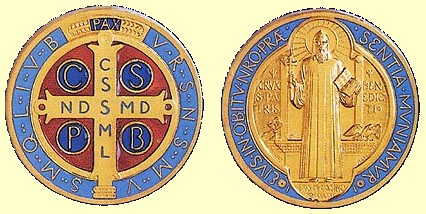
Benediktusmedaille von Desiderius Lenz, Mönch im Kloster Beuron, geschaffen zum 1400. Geburtsjubiläum von Benedikt im Jahre 1880, in Auftrag gegeben von Erzabt Nikolaus d’Orgement vom Montecassino – heute die am weitesten verbreitete Form der Benediktusmedaille.

Im Zuge der nachfolgenden Restauration kam es zu Neugründungen. Sie gingen von Einzelpersonen aus, die vom klösterlichen Ideal begeistert waren. Prosper-Louis-Pascal Guéranger, ein Weltpriester, der keine Erfahrung im Klosterleben hatte, entwarf allein aufgrund seiner Literaturstudien das Konzept der Abtei Saint-Pierre de Solesmes, die 1832 gegründet wurde und die Gründung einer neuen Benediktinerkongregation inspirierte. Maurus und Placidus Wolter, zwei Brüder, hatten in der römischem Abtei Sankt Paul vor den Mauern den benediktinischen Alltag kennengelernt und gründeten 1863 in Hohenzollern das Kloster Beuron, ebenfalls Zentrum einer eigenen Kongregation. Neben Solesmes und Beuron kam 1850 als drittes Reformzentrum unter dem Abt Pietro Casaretto das alte Kloster Santa Scolastica in Subiaco hinzu (Sublazenser Kongregation). Unter den Neugründungen, die sich dieser Kongregation angeschlossen haben, ist die Abbaye de la Pierre-Qui-Vire in Burgund besonders bekannt geworden, 1850 von dem „monastischen Autodidakten“ Jean-Baptiste Muard gegründet.
Im Bayerischen Konkordat von 1817 wurden Klosterneugründungen vereinbart, für die Ludwig I. ab 1825 vor allem Benediktiner heranzog. 1830 entstand als erste Benediktinerabtei das Kloster Metten neu.
Zwar gab es Benediktinerklöster außerhalb Europas schon im 16. (Brasilien) und 17. Jahrhundert (Mexiko). Aber die weltweite Ausbreitung erfolgte hauptsächlich seit dem 19. Jahrhundert, und sie war getragen von deutschsprachigen Benediktinern. Ihr Leitbild war das frühmittelalterliche, missionierende Benediktinertum. Andreas Amrhein, ein Beuroner Mönch, gründete 1883 die Benediktinerkongregation von St. Ottilien (Missionsbenediktiner), die zuerst in Südafrika und Korea tätig wurde. Das erste Benediktinerkloster der Vereinigten Staaten war St. Vincent in Pennsylvania, 1847 zur Betreuung deutscher Auswanderer von Bonifaz Wimmer (Abtei Metten) gegründet. Die schweizerisch-amerikanische Kongregation (seit 1969: panamerikanische Kongregation) widmete sich der Mission der indigenen Völker Nordamerikas; Mutterkloster ist das 1854 gegründete Kloster St. Meinrad (Indiana).
Papst Leo XIII. schuf 1893 (Breve Summum semper) die Benediktinische Konföderation (Confoederatio congregationum monasticarum Ordinis S. Benedicti) als Dachorganisation aller Kongregationen. Die Äbte wählen jeweils auf 12 Jahre den Abtprimas. Dieser hat keine Leitungsfunktion, sondern nur repräsentative Aufgaben. Von 107 Klöstern mit 2765 Mitgliedern im Jahr 1880 wuchs das Benediktinertum bis 1960 auf 237 Klöster mit 12131 Mitgliedern; seitdem sind die Zahlen wie in anderen römisch-katholischen Orden allerdings rückläufig. Als Schwerpunkte benediktinischer Tätigkeit im 20. Jahrhundert gelten die Liturgie (Liturgische Bewegung), die Bibelwissenschaft (Arbeiten zur Vulgata und zur Vetus Latina in der päpstlichen Abtei San Girolamo in urbe, Rom, bzw. im Kloster Beuron) und die Patristik (Edition der Reihe Corpus Christianorum: Abtei Steenbrugge).
Heute gibt es in Deutschland 34 Männer- und 27 Frauenklöster, in Österreich 16 Männer- und 4 Frauenklöster und in der Schweiz 9 Männer- und 12 Frauenklöster der Benediktiner. Die Österreichische Benediktinerkongregation unterhält zudem das Kolleg St. Benedikt in Salzburg, das Studienhaus für die deutschsprachigen Benediktinermönche. Seit 1893 besteht die internationale Hochschule der Benediktiner (San Anselmo) in Rom.
Zurzeit gibt es weltweit rund 20.000 Mönche und Nonnen beziehungsweise Schwestern, die zur benediktinischen Ordensfamilie gehören.

### Sexueller Missbrauch
- Siehe dazu Fälle des sexuellen Missbrauchs in der römisch-katholischen Kirche in Deutschland#Benediktiner, bezogen auf die Abteien Ettal, Schäftlarn, Kornelimünster und andere.

## Spiritualität
Wesentliche Eigenschaft, die ein Mönch nach der Benediktsregel haben muss, ist die Suche nach Gott. Das Leben im Kloster soll dafür den geeigneten Rahmen schaffen. Die Benediktsregel bezeichnet das Kloster als Schule für den Dienst des Herrn. Gehorsam im Sinne des einfühlsamen Hinhörens auf Gott und die Menschen wird als weitere wichtige Eigenschaft eines Mönches in der Benediktusregel genannt. Wert legen die Benediktiner auf discretio, die Unterscheidungsgabe. Sie wird in der Regel als Mutter aller Tugenden bezeichnet. Der Abt soll sich am Beispiel des biblischen Jakob orientieren, der darauf achtete, seine Herde nicht zu überanstrengen: „So ordne er alles mit Maß, damit die Starken finden, was sie suchen, und die Schwachen nicht weglaufen.“
„Ora et labora et lege“ (lateinisch: „Bete und arbeite und lies“) gilt als Inbegriff benediktinischer Spiritualität. In der Benediktsregel und in der klassischen Literatur des Ordens kommt diese Formulierung nicht vor. Es scheint sich um ein geflügeltes Wort der spätmittelalterlichen (nicht spezifisch benediktinischen) Klosterkultur zu handeln; in einer Unterrichtung für Novizen des Kartäuserordens (15. Jahrhundert) wird die vorbildhafte Lebensweise der spätantiken Wüstenväter so zusammengefasst:
„Nunc lege nunc ora,

nunc fervore labora.

Si erit hora brevis,

et labor ille levis.

Bald lies, bald bete,

bald arbeite mit Eifer.

So wird die Zeit kurz

und jene Arbeit leicht.“
In dieser oder ähnlicher Form wurde das Sprichwort auch mit Benedikt, Bonifatius oder Hieronymus in Verbindung gebracht. Eine inhaltliche Nähe lässt sich zu Kapitel 48 der Benediktsregel feststellen, in dem es heißt: „Müßiggang ist ein Feind der Seele. Deshalb sollen sich die Brüder beschäftigen: zu bestimmten Zeiten mit Handarbeit, zu bestimmten anderen Stunden mit heiliger Lesung.“ Erzabt Maurus Wolter, der zu den Wiederbegründern des benediktinischen Mönchtums im 19. Jahrhundert gehörte, bezeichnete Ora et labora 1880 in einer Programmschrift als „alte(n) und berühmte(n) Wahlspruch der Mönche“. Gottesdienst und Arbeit seien „die zwei Flügel, mit denen der Mensch sich zu den Höhen der Vollkommenheit aufschwingt.“
Das Klosterleben der Benediktiner ist durch das Gebet geprägt. Im Mittelpunkt steht nicht das Gebet des Einzelnen, sondern das Gebet in der Gemeinschaft. Die Arbeit tritt neben den Gottesdienst und ein großer Teil des Tages ist dem gemeinschaftlichen Chorgebet und Lesung gewidmet. Die Arbeit bietet den nötigen Ausgleich und sichert gleichzeitig den Lebensunterhalt der Gemeinschaft. Der Tagesablauf der Mönche ist durch den Gottesdienst gegliedert, dem nach der Regel nichts vorgezogen werden darf. „Sobald man zur Stunde des Gottesdienstes das Zeichen hört, läßt man alles liegen, was man in Händen hatte, und kommt in großer Eile herbei, jedoch mit Ernst.“ Die Messe wird in Benediktinerklöstern heute täglich gefeiert. Die Magisterregel, die der Benediktsregel als Vorlage diente, sah vor, dass die Mönche sonntags an der Eucharistiefeier der Pfarrkirche teilnahmen; unter der Woche war die Austeilung des Sakraments durch den Abt, einen Laien, vor der Hauptmahlzeit üblich. Die Benediktsregel macht zu diesem Thema keine genauen Angaben. Doch gibt es in der Benediktsregel genaue Vorgaben für das Stundengebet. Sie schreibt eine „geheiligte Siebenzahl“ der Gebetszeiten im Tageslauf vor (Laudes, Prim, Terz, Sext, Non, Vesper und Komplet), zu denen noch die nächtlichen Vigilien hinzukommen. Innerhalb einer Woche sollen alle 150 Psalmen des Alten Testamentes gesungen werden. Die Benediktsregel betrachtet das als ein Mindestmaß und verweist auf das Vorbild der frühen Mönche: „Lesen wir doch, daß unsere heiligen Väter in ihrem Eifer an einem Tag vollbracht haben, was wir in unserer Lauheit wenigstens in einer Woche leisten sollten.“ In Cluny strebte man diesem Ideal nach. Hier wurden im 11. Jahrhundert über 150 Psalmen täglich gebetet. Seit der Neubesinnung in der Ausrichtung der Ordensgemeinschaften im Zuge des Zweiten Vatikanischen Konzils wurden die Gebetszeiten auf sieben beschränkt; die Prim wurde abgeschafft. Heute ist das Psalmengebet der Benediktiner so gestaltet, dass die 150 Psalmen entweder innerhalb einer Woche oder auf zwei Wochen aufgeteilt gebetet werden können. Besonders in den bayrischen und österreichischen Abteien werden die sieben Gebetszeiten aufgrund der Tätigkeiten der Mönche in Schule und Pfarrseelsorge mitunter zusammengefasst. Beispielsweise werden Terz, Sext und Non zu einer sogenannten Tageshore oder Mittagshore zusammengefasst. Kennzeichnend für die Benediktsregel ist, dass sie immer wieder für ein äußeres liturgisches Handeln die entsprechende innere Haltung benennt, meist ist das die Ehrfurcht. Ein Beispiel: „Bedenken wir also, wie wir uns verhalten sollen unter den Augen Gottes und seiner Engel, und stehen wir beim Singen der Psalmen so, daß unser Denken und unser Herz im Einklang mit unserer Stimme sind.“

## Tätigkeiten der Benediktiner

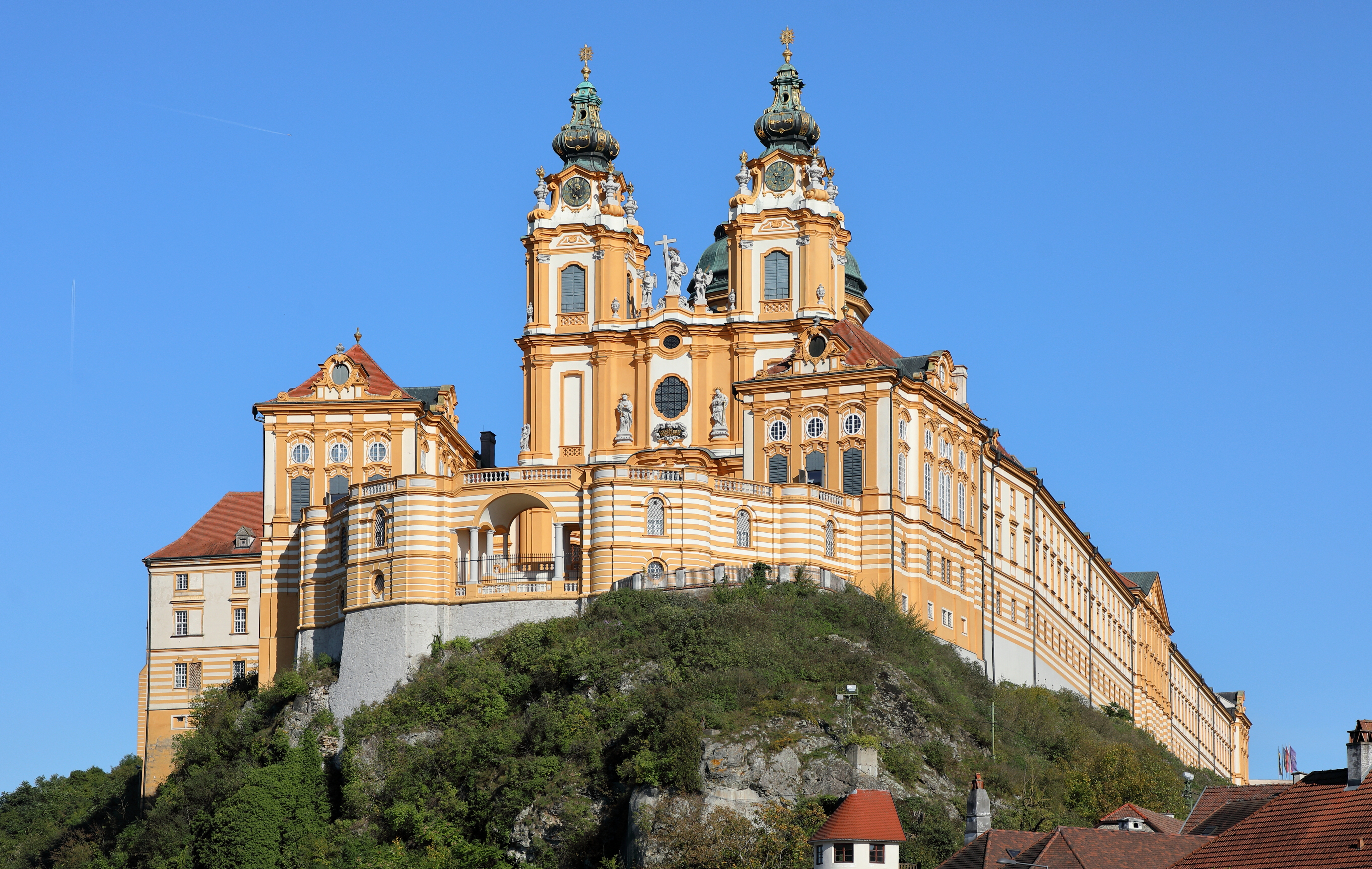
Stift Melk

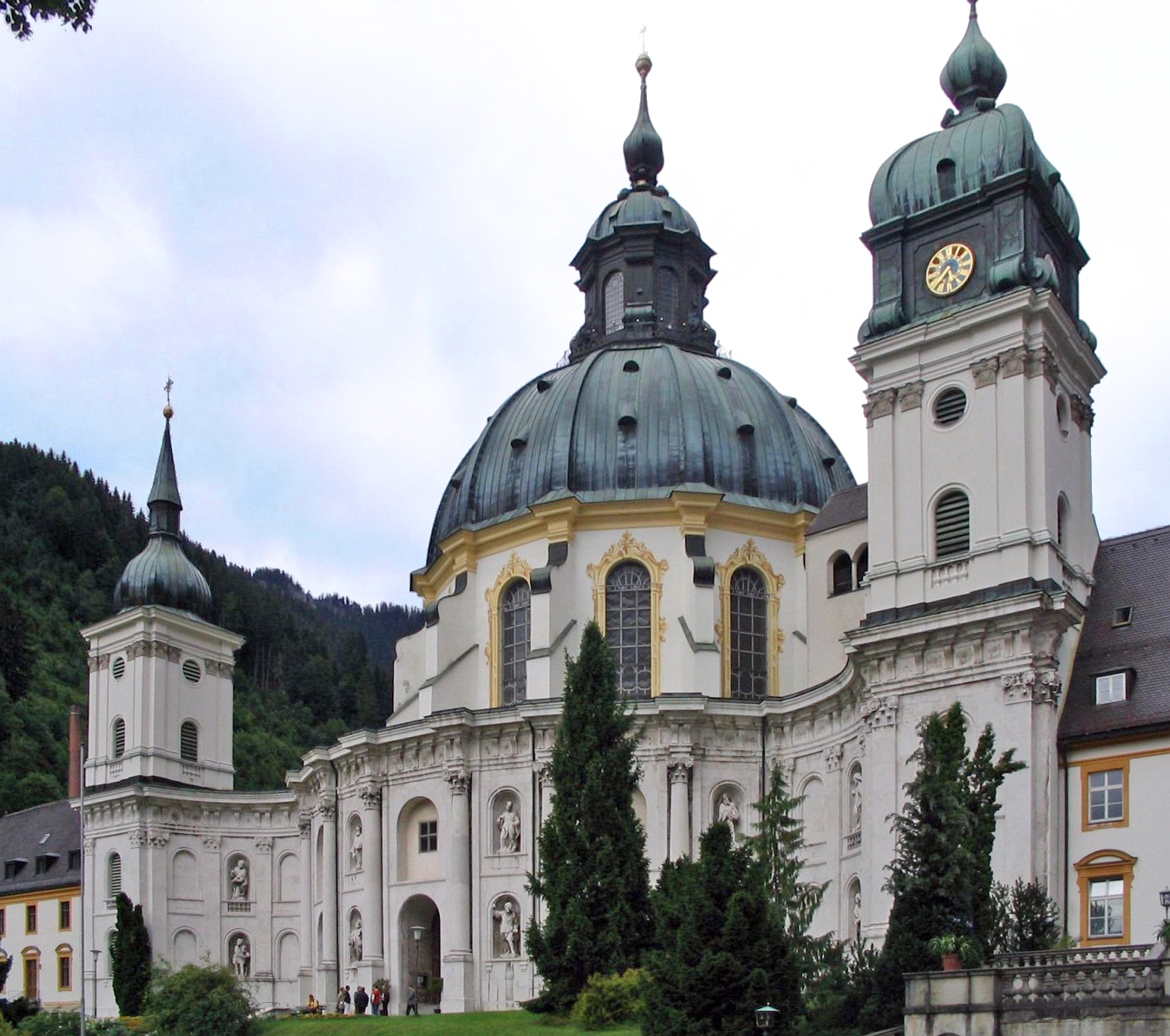
Die Abtei Ettal betreibt ein bekanntes humanistisches Gymnasium mit Internat

### Schulen
Die Lehrtätigkeit der Benediktinerklöster hat eine lange Tradition. Die Benediktsregel (Kapitel 59) kennt das Institut der Oblation, d. h. minderjährige Jungen wurden von den Eltern dem Kloster übergeben und gehörten durch diese Darbringung unwiderruflich dem Kloster an. Im Laufe der Jahrhunderte wurden die Benediktinerklöster zu Zentren der Kultur und Bildung und haben nicht selten die Kinder aus Adelshäusern ebenso erzogen wie das einfache Volk. Aus dieser Tradition heraus sind Schulen mit modernen Lehrplänen entstanden. Auch heute noch unterhalten viele Benediktinerklöster Schulen und Internate. Eine der bekanntesten Benediktinerschulen in Deutschland unterhält die Abtei Ettal mit einer Schul- und Internatstradition, die bis in die Barockzeit zurückgeht; vormals als Ritterakademie für junge Knaben aus dem Adelsstand während einer der Blütezeiten des Klosters im 18. Jahrhundert gegründet, wurde die Schultradition um 1900 (nach fast hundertjähriger Unterbrechung durch die Säkularisation) bis heute im Sinne der klassischen humanistischen Bildung fortgeführt. Die bekanntesten Benediktinergymnasien in Österreich sind jenes des Stiftes St. Paul im Lavanttal, das Schottengymnasium in Wien, die Stiftsgymnasien von Stift Melk, Stift Admont, Stift Kremsmünster, Abtei Seckau und Stift Seitenstetten. Das Kloster Einsiedeln, das Kloster Engelberg und das Kloster Disentis in der Schweiz unterhalten ebenfalls eine Schule.

### Jugendarbeit und Erwachsenenbildung

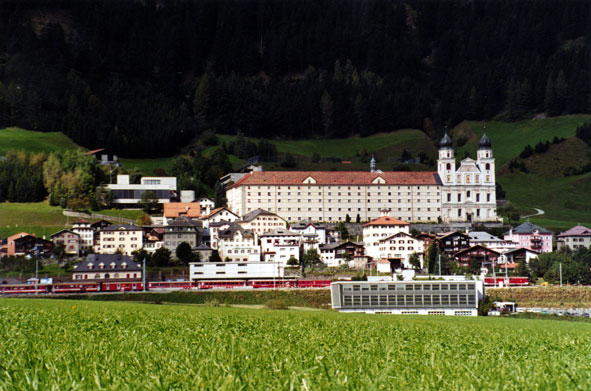
Das Kloster Disentis ist auf dem Gebiet der Jugend- und Erwachsenenbildung sehr aktiv.

Neben diesen für den dauerhaften Besuch angelegten Einrichtungen laden verschiedene Jugendbegegnungshäuser und Jugendbildungshäuser der Benediktinerklöster zum Besuch ihrer offenen Angebote ein. Die Arbeit vieler Benediktinerklöster erstreckt sich heute aber auch auf das Gebiet der Erwachsenenbildung, beispielsweise werden Seminare für Manager und Unternehmer veranstaltet.

### Landwirtschaft
Landwirtschaft insgesamt (Waldwirtschaft, Ackerbau, Viehzucht, Obstgärten, Weinbau, Liköre und Kräuter) ist nach wie vor wichtiger Bestandteil benediktinischer Klöster. Das Kloster Plankstetten in der Oberpfalz stellte 1994 auf organisch-biologische Landwirtschaft um; die Mönche waren damit regional und innerhalb des Ordens Pioniere. Mittlerweile betreiben auch das Benediktinerinnenkloster Kirchschletten und die Benediktinerabtei Niederaltaich Biolandbau.

### Mission

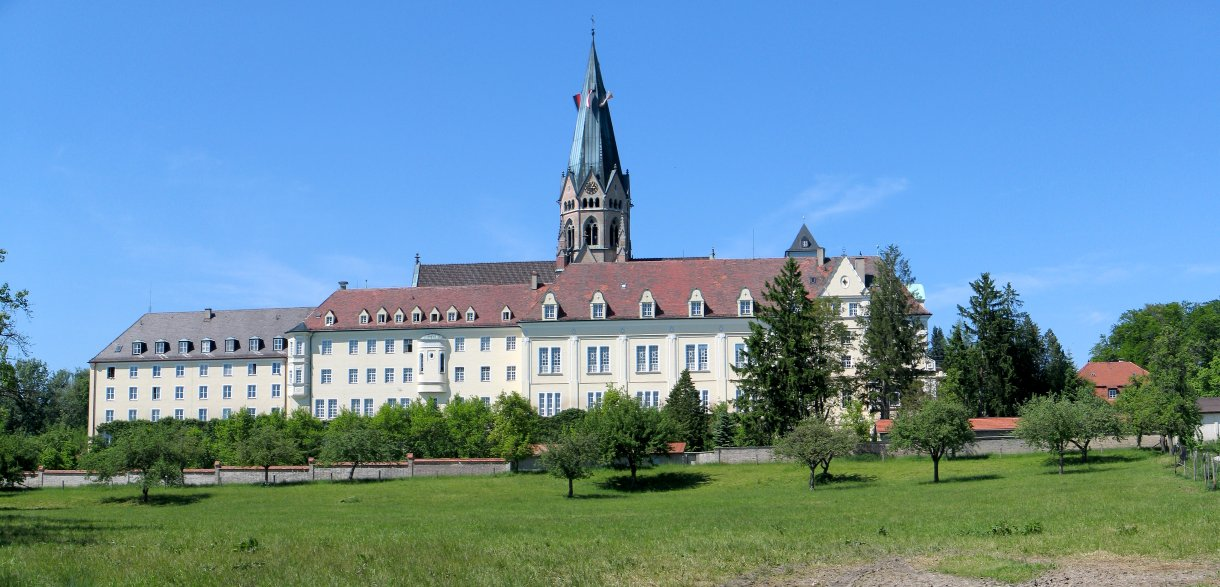
Erzabtei St. Ottilien, Mutterkloster der Missionsbenediktiner

Darüber hinaus betreibt der Benediktinerorden vor allem in Afrika und Asien zahlreiche Missionsstationen, wie zum Beispiel Peramiho in Tansania. Die Missionsbenediktiner der Benediktinerkongregation von St. Ottilien (Erzabtei Sankt Ottilien, Abtei Schweiklberg, Abtei Münsterschwarzach, Abtei Königsmünster, Abtei St. Otmarsberg) wurden im 19. Jahrhundert mit dem Ziel der Mission gegründet. Dass ein kontemplativ ausgerichteter Orden gezielt Mission betrieb, war damals ein Novum. Die kubanische Regierung gestattete den Benediktinern 2009 eine Klosterneugründung in Jaruco. Die Gründung in Jaruco scheiterte jedoch 2010, weil sich das zugewiesene Grundstück als ungeeignet erwies, so dass die Gemeinschaft weiter in einem provisorischen Haus in Havanna lebt (Stand: 2012). Auch das missionsbenediktinische Institut St. Bonifatius betreibt neben vielen apostolischen Aufgaben in Europa Missionsstationen in Ruanda und im Kongo sowie in Guatemala. Die zu diesem Säkularinstitut gehörigen Frauen versuchen, indem sie mitten in der Welt benediktinische Spiritualität leben, die „Freude und Hoffnung, Trauer und Angst der Menschen von heute“ (vgl. Pastoralkonstitution Gaudium et Spes) zu teilen.

### „Erbe und Auftrag“
Die Beuroner Benediktinerkongregation, vertreten durch die Erzabtei St. Martin, publiziert seit 1959 die Quartalszeitschrift Erbe und Auftrag. Benediktinische Zeitschrift – Monastische Welt. Schriftenleiter ist der emeritierte Abtpräses Albert Schmidt.

## Kultur

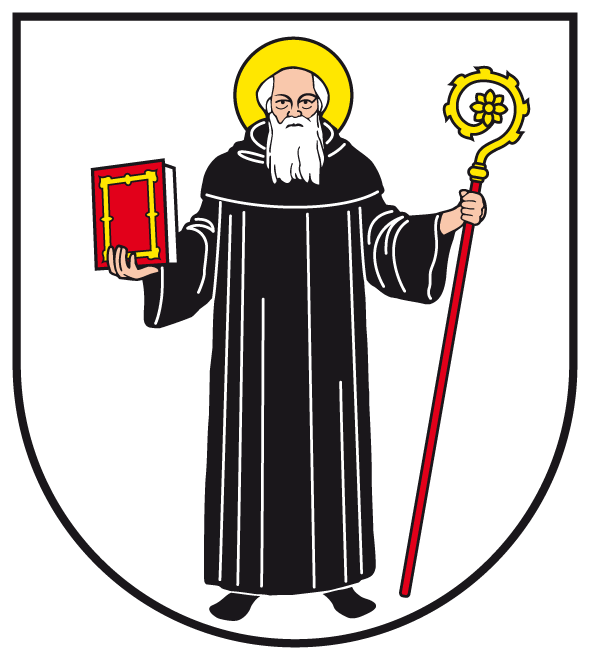
Benediktinermönch im Wappen von Hohenwarsleben

Zahlreiche Abteien führen bedeutende Museen und sind Mäzene für moderne und klassische Kunst. Überhaupt verfügen die Benediktiner über bedeutende Kunstschätze und berühmte Bibliotheken. Bekannt ist jene 200.000 Bände zählende im Stift Admont, deren 70 Meter langer Prunksaal als größte Klosterbibliothek der Welt gilt. Die bedeutendste Bücher- und Kunstsammlung des Benediktinerordens befindet sich im Kärntner Stift St. Paul im Lavanttal. Die älteste Abschrift der Benediktsregel findet sich in der Bibliothek des ehemaligen Klosters St. Gallen. Berühmt ist ebenso die Klosterbibliothek Metten.
Folgende Likörrezepturen mit kulturellem Wert wurden von Benediktinermönchen maßgeblich entwickelt:
- Bénédictine
- Siegburger Abtei-Liqueur
- Liqueurmanufaktur im Kloster Ettal[57]

## Bestehende Benediktinerklöster im deutschsprachigen Raum
Für eine Liste der bestehenden und ehemaligen Klöster weltweit siehe Liste der Benediktinerklöster beziehungsweise Liste der Benediktinerinnenklöster.

### Deutschland

#### Bayerische Benediktinerkongregation / Föderation der Bayerischen Benediktinerinnen
Siehe: Bayerische Benediktinerkongregation und Föderation der Bayerischen Benediktinerinnenabteien
Männerklöster
- Abtei Metten
- Abtei St. Stephan in Augsburg
- Abtei Scheyern
- Abtei Weltenburg
- Abtei St. Bonifaz, München
- Priorat Andechs (gehörig zur Abtei St. Bonifaz, München)
- Abtei Schäftlarn
- Abtei Ettal
- Priorat Wechselburg (gehörig zur Abtei Ettal)
- Abtei Plankstetten
- Abtei Rohr
- Abtei Niederaltaich
- Abtei Ottobeuren

Frauenklöster
- Abtei St. Walburg, Eichstätt
- Abtei Frauenwörth
- Abtei Maria Frieden, Kirchschletten
- Abtei St. Gertrud, Tettenweis

#### Beuroner Benediktinerkongregation
Siehe Beuroner Kongregation
Männerklöster
- Erzabtei Beuron
- Abtei Gerleve
- Abtei Maria Laach
- Abtei Neresheim
- Abtei Neuburg
- Priorat St. Ansgar (Nütschau)
- Cella St. Benedikt Reichenau (gehörig zur Erzabtei Beuron)
- Abtei Tholey

Frauenklöster
- Abtei Engelthal
- Abtei St. Erentraud, Kellenried
- Abtei vom Heiligen Kreuz, Herstelle
- Abtei St. Hildegard, Eibingen
- Abtei Hl. Maria, Fulda
- Abtei Mariendonk
- Priorat Marienrode
- Abtei Varensell

#### Benediktinerkongregation von St. Ottilien
Siehe: Benediktinerkongregation von St. Ottilien
- Erzabtei St. Ottilien
- Kloster Jakobsberg (Filialgründung der Erzabtei St. Ottilien, wird 2023 geschlossen)
- Abtei Münsterschwarzach
- Abtei Schweiklberg
- Abtei Königsmünster – Meschede
- Cella Sankt Benedikt (Filialgründung der Abtei Königsmünster)- Hannover

#### Kongregation der Missionsbenediktinerinnen von Tutzing
- Missions-Benediktinerinnen, Tutzing

#### Kongregation der Benediktinerinnen von St. Alban
- Kloster St. Alban, Diessen

#### Kongregation von der Verkündigung der seligen Jungfrau Maria (Congregatio Annuntiationis BMV)
Siehe: Kongregation von der Verkündigung der seligen Jungfrau Maria
Männerklöster
- Abtei St. Matthias, Trier
- Priorat Huysburg (Filialgründung der Abtei St. Matthias, Trier)

#### Kongregation von Subiaco und Montecassino
Männerklöster
- Neue Benediktinerabtei Kornelimünster

#### Benediktinerinnen der Anbetung
Siehe: Benediktinerinnen der Anbetung
- Kloster St. Scholastika Neustift, Ortenburg

#### Benediktinerinnen von St. Lioba
siehe: Benediktinerinnen von der heiligen Lioba
- Kloster St. Lioba in Freiburg-Günterstal
- Kloster Wald in Wald/Baden-Württemberg
- Cella St. Lioba am Petersberg bei Fulda
- Prioriat St. Gabriel zu St. Johann bei Herberstein, Steiermark (seit 2007)

#### Benediktinerinnen vom heiligsten Sakrament
siehe: Benediktinerinnen vom Heiligsten Sakrament
- Kloster Osnabrück
- Kloster Kreitz
- Benediktinerinnen Köln
- Kloster Bethanien, Trier-Kürenz
- Kloster Marienberg

#### Schweizerische Benediktinerinnenföderation
- Kloster Habsthal

#### Frauenklöster außerhalb von Kongregationen
- Abtei St. Gertrud, Alexanderdorf
- Abtei Burg Dinklage
- Abtei Mariendonk, Grefrath
- Abtei Mariä Heimsuchung, Bonn-Venusberg
- Abtei Venio, München
- Säkularinstitut St. Bonifatius, Detmold

#### Evangelische Benediktinerinnen (Teil der Evangelischen Landeskirchen)
- Communität Casteller Ring, Schwanberg – Evangelisch-Lutherische Kirche in Bayern

#### Ökumenisches benediktinisches Männerkloster
- Priorat Sankt Wigberti, Werningshausen – Evangelische Kirche in Mitteldeutschland (EKM)
- Priorat Sankt Gregor , Schwarzenborn - Anglikanische Kirche in Deutschland
- Priorat Sankt Michael - Oberberg , Bergneustadt - Anglikanische Kirche in Deutschland[58]

#### Orthodoxe Benediktiner
- Kloster Mariae Himmelfahrt, Eisbergen / Porta Westfalica – Russische Orthodoxe Kirche im Ausland

#### Katholisch-Traditionalistische Benediktiner
- Kloster Reichenstein

### Österreich

#### Österreichische Benediktinerkongregation
siehe: Österreichische Benediktinerkongregation
Männerklöster
- Erzabtei St. Peter, Salzburg
- Abtei Kremsmünster, Oberösterreich
- Abtei Michaelbeuern, Salzburg
- Abtei Lambach, Oberösterreich
- Abtei Admont, Steiermark
- Abtei St. Lambrecht, Steiermark, mit dem Superiorat der Basilika von Mariazell (abhängiges Haus)[59]
- Abtei Melk, Niederösterreich
- Abtei St. Paul im Lavanttal, Kärnten
- Abtei Göttweig, Niederösterreich
- Abtei Seitenstetten, Niederösterreich
- Abtei Altenburg, Niederösterreich
- Schottenabtei, Wien
- Priorat Gut Aich, Salzburg
- Priorat St. Josef, Niederösterreich

#### Föderation der Bayerischen Benediktinerinnen
- Abtei Nonnberg, Salzburg

#### Beuroner Benediktinerkongregation
Männerkloster
- Abtei Seckau

#### Benediktinerkongregation von St. Ottilien
Männerkloster
- Abtei St. Georgenberg

#### Benediktinerinnen von der ewigen Anbetung
- Anbetungskloster, Wien

#### Benediktinerinnen vom Unbefleckten Herzen Mariens
- Steinerkirchen an der Traun

#### Benediktinerinnen von der heiligen Lioba
- Priorat St. Gabriel, St. Johann bei Herberstein

### Schweiz

#### Schweizer Benediktinerkongregation
siehe: Schweizer Benediktinerkongregation
Männerklöster
- Abtei Disentis
- Abtei Einsiedeln
- Abtei Engelberg
- Abtei Fischingen
- Abtei Mariastein
- Abtei Muri-Gries in Bozen

Frauenklöster
- Benediktinerinnenkloster zu allen Heiligen in der Au
- Kloster Fahr
- Abtei St. Gallenberg (Glattburg)
- Abtei zum Hl. Martin (Hermetschwil)
- Kloster St. Johann in Müstair
- Abtei St. Andreas (Sarnen)
- Abtei St. Lazarus (Seedorf, Uri)

#### Benediktinerkongregation von St. Ottilien
Männerkloster
- Abtei St. Otmarsberg, Uznach

#### Föderation der benediktinischen Schwesternklöster der Schweiz
- Kloster Melchtal
- Benediktinerinnen Maria-Rickenbach
- Kloster Marienburg
- Kloster Wikon

#### Klöster außerhalb von Kongregationen
Männerkloster
- Abtei Le Bouveret
- anglikanischer Konvent St Michael - Oberberg

#### Benediktinerkongregation von Monte Oliveto Maggiore (Olivetaner)
Siehe Benediktinerkongregation von Monte Oliveto Maggiore (Olivetaner)
Frauenkloster
- Kloster Heiligkreuz

### Südtirol
Schweizer Benediktinerkongregation
Männerklöster
- Abtei Marienberg
- Abtei Muri-Gries, Bozen